# Russell Martin
Pour les articles homonymes, voir Russell Martin (homonymie) et Martin.
Russell Nathan Jeanson Coltrane Martin Jr. (né le 15 février 1983 à East York, Ontario, Canada) est un ancien receveur des  Ligues majeures de baseball.
Quatre fois invité au match des étoiles, Martin a remporté un Gant doré et un Bâton d'argent.

## Jeunesse
Né en Ontario, il passe son enfance à Chelsea, Québec, Canada, ainsi qu'en banlieue parisienne à la rue Pierre Poli sur  l'île Saint-Germain à Issy les Moulineaux, banlieue parisienne en France. il reste en ce lieu de ses 8 à 10 ans avant de retourner à Montréal, Québec et plus précisément à Gatineau. Il joue au baseball dans le quartier Notre-Dame-de-Grâce, et fréquente dans le quartier Mercier la polyvalente Édouard-Montpetit en programme sports-études, le même établissement scolaire que fréquente son ancien coéquipier des Dodgers, Éric Gagné. Puis, Martin rejoint le Chipola Junior College, à Marianna en Floride, où il évolue au troisième but.

## Carrière professionnelle

### Dodgers de Los Angeles
Russell Martin est sélectionné par les Dodgers de Los Angeles au 17e tour du repêchage du baseball majeur en 2002 (511e choix global). Il évolue au poste de troisième but lors de sa première saison dans les ligues mineures, puis passe au poste de receveur la saison suivante.

#### Saison 2006

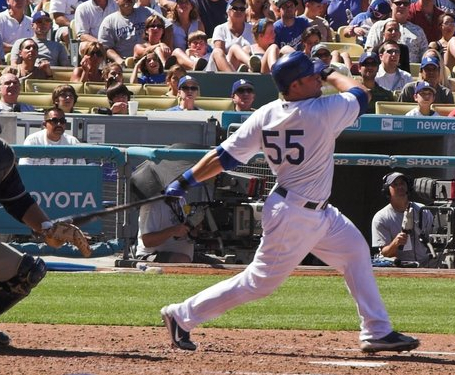
Russell Martin au bâton pour les Dodgers en 2006.

Il poursuit sa progression dans les équipes mineures de l'organisation des Dodgers pour atteindre le niveau AA en 2005 avec les Suns de Jacksonville, puis est invité au camp d'entraînement des Dodgers avant le début de la saison 2006 où il se trouve en concurrence avec un autre receveur, Dioner Navarro. Russell Martin commence la saison dans l'équipe des 51s de Las Vegas (niveau AAA), tandis que Navarro obtient le poste dans les majeures. Mais lorsque Navarro se blesse et doit être tenu à l'écart du jeu, Martin est rappelé des mineures. Il intègre l'effectif des Dodgers le 5 mai 2006.
L'échange qui envoie Navarro à Tampa Bay le 26 juin 2006 permet à Martin de gagner sa place au poste de receveur. Le 6 juin 2006, il devient, en compagnie du lanceur de relève Éric Gagné, le premier tandem lanceur-receveur Canadien-français à évoluer pour une équipe des ligues majeures lors d'un match de saison régulière.
Il participe aux séries éliminatoires avec les Dodgers, frappant 4 coups sûrs en 12 lors de la série de trois rencontres entre Los Angeles et les Mets de New York.

#### Saison 2007
En 2007, Russell Martin s'impose comme l'un des meilleurs receveurs de la Ligue nationale. Avant la pause du match des étoiles, il a frappé 9 circuits, produit 53 points avec une moyenne au bâton de 0,297. Il a aussi dépassé un record de la franchise datant de 45 ans en volant 15 buts au poste de receveur, éclipsant l'ancienne marque d'équipe de 12 établie par John Roseboro en 1962. Il est choisi par les supporters comme receveur partant de l'équipe de la Ligue nationale pour le match des étoiles 2007 avec plus de deux millions de votes, devant l'ancien receveur des Dodgers Paul Lo Duca. Il est le premier receveur d'origine canadienne à participer au match des étoiles.
À la fin de la saison, Martin reçoit le Gant doré et le Bâton d'argent de la Ligue nationale à la position de receveur. Il termine l'année avec une moyenne au bâton de,293, une moyenne de puissance de,469, 158 coups sûrs, 19 coups de circuit, 87 points produits et 21 buts volés.

#### Saison 2008

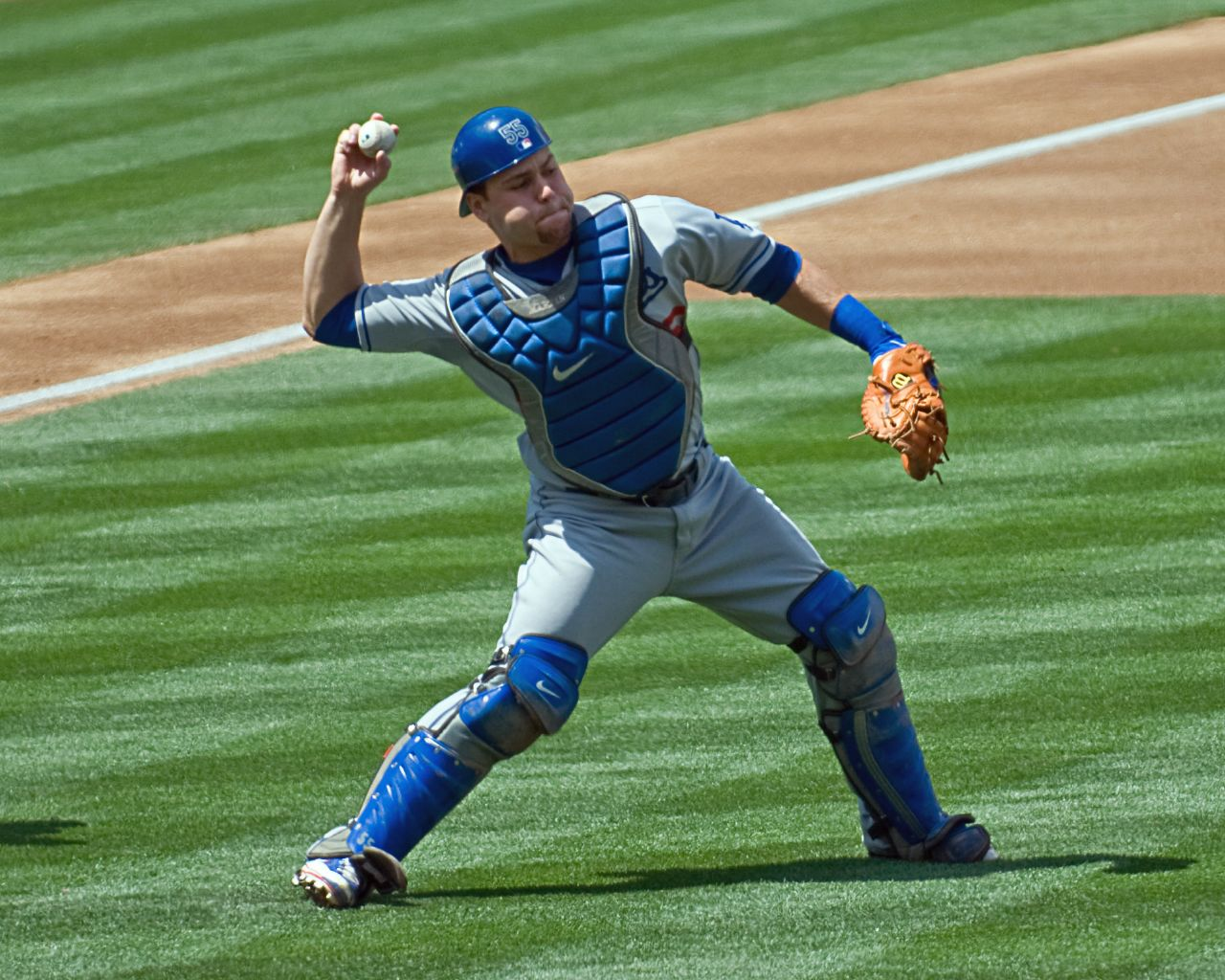
Le receveur Russell Martin avec les Dodgers en 2008.

En 2008, Martin est de nouveau invité au match des étoiles.
Il termine la saison avec une moyenne au bâton de 280 et ajoute 11 centièmes de point à sa moyenne de présence sur les buts qui, à 385, est la 10e meilleure de la Nationale. Il totalise 13 circuits, 69 points produits et 18 buts volés.
En Série de division où les Dodgers balaient en trois matchs les Cubs de Chicago, le receveur frappe dans une moyenne de,308 avec 4 coups sûrs : 3 doubles et un circuit. Il produit 5 points.

#### Saison 2009
En mars, Martin s'aligne avec l'équipe du Canada à la Classique mondiale de baseball 2009.
Il remplace le nom « Martin » par « J. Martin » au dos de son uniforme, en référence au nom de famille de sa mère, Suzanne Jeanson.
Chez les Dodgers, il connaît des difficultés en offensive : sa moyenne au bâton chute à ,253 et il termine l'année avec seulement 7 coups de circuit et 53 points produits. Il ne frappe que pour,200 en deux rondes éliminatoires avec Los Angeles.

#### Saison 2010
Russell Martin subit une élongation musculaire à l'aine durant l'entraînement de printemps des Dodgers, en mars 2010. Malgré les risques de rater le début de la saison, il est au poste de receveur des Dodgers dès le match d'ouverture de l'équipe à Pittsburgh.
Une blessure à la hanche en août met cependant un terme à sa saison 2010. En 97 parties jouées dans cette dernière année à Los Angeles, il affiche une moyenne au bâton de,248 avec 82 coups sûrs, dont cinq circuits, 26 points produits et 45 points marqués.

### Yankees de New York

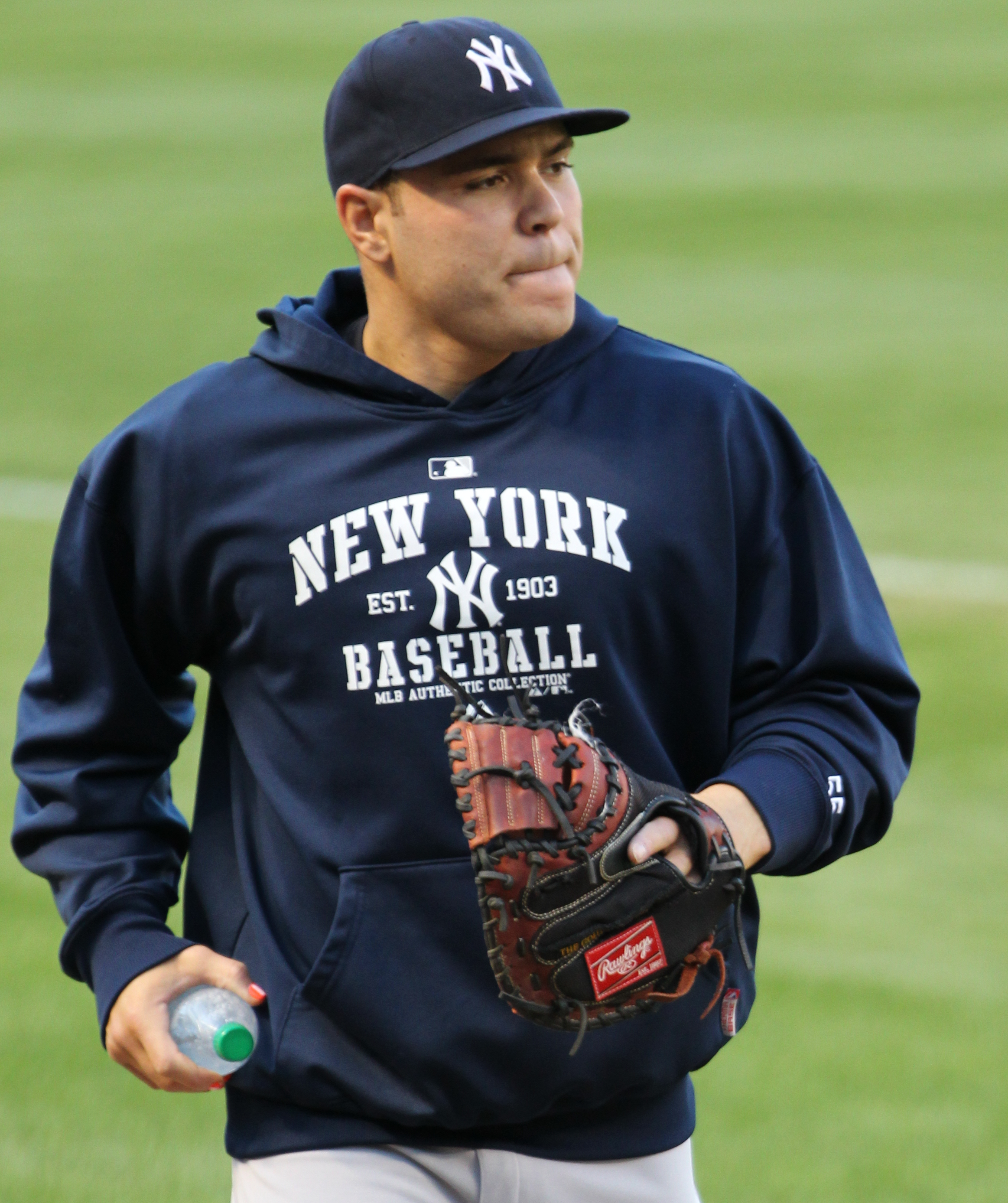
Russell Martin en 2011 avec les Yankees.

#### Saison 2011
Devenu agent libre, Martin signe le 15 décembre 2010 un contrat d'une saison à quatre millions de dollars avec les Yankees de New York. Convoité par Boston et Toronto, il choisit finalement l'offre des Yankees, qui avaient tenté de faire son acquisition des Dodgers à quelques reprises au cours des trois années précédentes.
Les Yankees utilisent immédiatement Martin comme leur principal receveur, déplaçant le vétéran Jorge Posada, receveur régulier du club depuis plusieurs années, au poste de frappeur désigné. Russell Martin amorce bien la saison 2011 en offensive pour New York : il connaît des matchs de deux coups de circuit et quatre points produits le 9 avril contre les Red Sox de Boston puis le 23 avril face aux Orioles de Baltimore.
Martin termine sa première saison à New York avec 18 circuits (son plus haut total depuis 2007) et 65 points produits en 125 matchs. Il est invité à la mi-saison au match des étoiles pour la troisième fois de sa carrière.

#### Saison 2012
Il frappe pour ,211 en 133 parties avec les Yankees en 2012 mais frappe un nouveau record personnel de 21 circuits et produit 53 points. Il frappe un circuit pour aider les Yankees à gagner 7-2 le premier match de la Série de division de la Ligue américaine contre les Orioles de Baltimore.

### Pirates de Pittsburgh

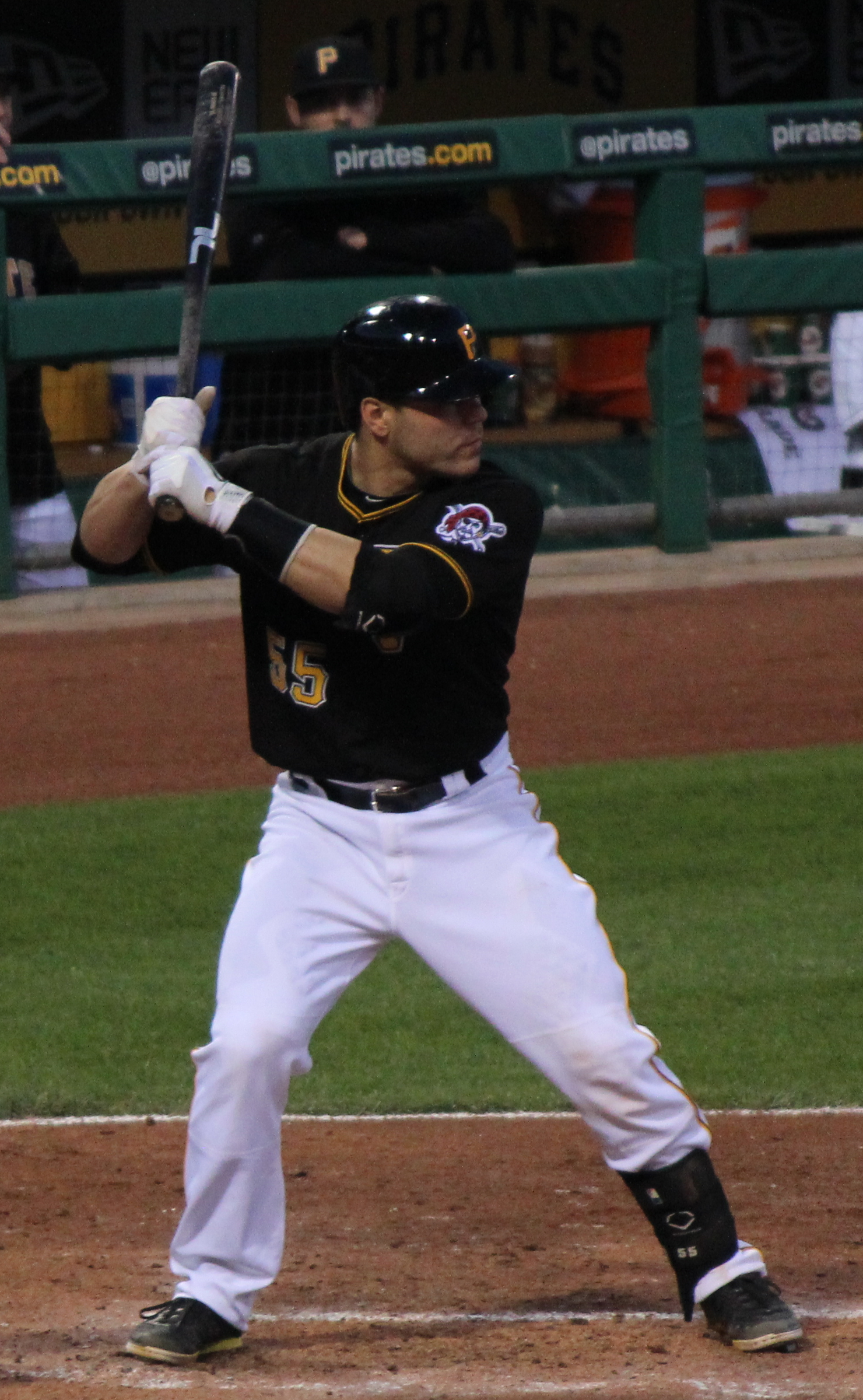
Russell Martin en 2013 avec les Pirates.

Le 30 novembre 2012, Martin signe un contrat de deux saisons avec les Pirates de Pittsburgh.

#### Saison 2013
Martin voit sa moyenne au bâton remonter légèrement à ,226 en 2013, sa première année à Pittsburgh. Il claque 15 circuits et produit 55 points en 127 matchs. Ses aptitudes défensives sont toutefois les plus remarquées au cours d'une saison où les Pirates se qualifient pour les séries éliminatoires pour la première fois depuis 1992,. Il connaît l'une des meilleures saisons de la dernière décennie en défensive pour un receveur en retirant 4 coureurs adverses sur 10 en tentative de vol. Pittsburgh dispute son premier match éliminatoire en près de 21 ans le 1er octobre 2013 et Martin claque deux circuits dans une victoire de 6-2 sur les Reds de Cincinnati dans le match de meilleur deuxième de la Ligue nationale. Il est le second joueur de l'histoire des Pirates à réaliser une telle performance, après Bob Robertson dans la Série de championnat 1971.

#### Saison 2014
Martin est en 2014 l'un des meilleurs joueurs des Pirates, qui retournent en séries éliminatoires. Durant la saison régulière, il maintient une moyenne au bâton de ,290 qui est sa plus élevée depuis la saison 2007. En 111 matchs joués, il claque 11 circuits et récolte 67 points produits. Sa moyenne de présence sur les buts de ,402 est la 2e meilleure des Pirates après le ,410 d'Andrew McCutchen. Avec 2,6 victoires au-dessus du remplacement, il est le receveur le plus utile en défensive dans les majeures.
Il devient agent libre en novembre 2014.

### Blue Jays de Toronto
Le 18 novembre 2014, Russell Martin signe un contrat de 82 millions de dollars pour 5 saisons avec les Blue Jays de Toronto.

#### saison 2015
Le 3 avril 2015, lors de la présentation du premier de deux matchs préparatoires des Blue Jays disputé au Stade olympique de Montréal, il reçoit une ovation des partisans montréalais. La saison 2015 sera marquante pour les Blue Jays, l’équipe remportera le titre de la division est de la Ligue américaine et s'inclinera en finale de championnat de la ligue américaine face aux Royals de Kansas City. Martin pour sa part participera à 129 parties de son équipe et frappera 23 coups de circuits, un sommet en carrière pour le receveur. Le 14 juillet 2015 il participe pour une quatrième fois en carrière au match des étoiles présenté au Great American Ball Park, à Cincinnati.

#### saison 2016
En 2016 il présente une saison similaire, bien que légèrement inférieure. Il joue 137 matchs, soit 8 de plus que lors de la saison 2015 et termine la saison avec 455 présences au bâton pour 105 coups sûrs, 20 coups de circuits, 74 points produits et une moyenne au bâton de .231.
Son équipe termine la saison troisième de la division est de la Ligue américaine et se qualifie pour le match de repêchage contre les Orioles de Baltimore. Après avoir éliminé Baltimore ils retrouvent les Rangers du Texas en série de division avant de s’incliner en série de championnat de la ligue américaine contre les Indians de Cleveland.

#### saison 2018
Le 30 septembre officie à titre de gérant pour le dernier match de la saison après que John Gibbons ait décidé de lui céder sa place. Il s’agira d’ailleurs du dernier match de Russell Martin avec les Blue Jays de Toronto.

### Retour à Los Angeles
Le 11 janvier 2019, il est impliqué dans une transaction entre les Blue Jays et les Dodgers (équipe qui l'a repêché en 2002)
Andrew Sopko et Ronny Brito sont les joueurs des ligues mineures qui prennent le chemin de Toronto dans l'échange.

### Retraite
En mai 2022, alors que son dernier match dans les majeures remonte à la saison 2019, il confirme sa retraite lors d’un passage au podcast la poche bleue. 

## Performances et récompenses

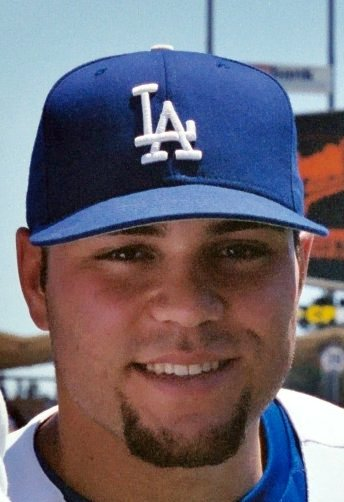
Russell Martin en 2006.

- Receveur titulaire de la Ligue nationale au Match des étoiles en 2007.
- Premier Canadien de l'histoire à être élu receveur titulaire pour le Match des étoiles en 2007.
- Receveur remplaçant de la Ligue nationale au Match des étoiles en 2008[33].
- Récipiendaire du Gant doré à la position de receveur dans la Ligue nationale en 2007.
- Récipiendaire du Bâton d'argent à la position de receveur dans la Ligue nationale en 2007.

## Vie personnelle
Russell Martin fréquente Elisabeth Chicoine depuis 2015. Ils ont quatre enfants.
Martin supporte financièrement la Fondation One Drop, créée par Guy Laliberté du Cirque du Soleil.